# Fear of the Dark
Fear of the Dark é o nono álbum de estúdio da banda banda britânica de heavy metal Iron Maiden. Lançado em 11 de maio de 1992, foi o terceiro lançamento de estúdio da banda no topo da parada de álbuns do Reino Unido, e o último a apresentar Bruce Dickinson como vocalista do grupo até seu retorno em 1999. Foi o primeiro disco a ser produzido por Steve Harris, e o último a contar com  Martin Birch (que se aposentou depois do lançamento).

## História
Após a gravação de seu predecessor (No Prayer for the Dying de 1990) em uma fazenda na propriedade de Steve Harris com o Rolling Stones Mobile Studio, levando a resultado negativos, para este álbum Harris teve de converter a construção em um estúdio apropriado (batizado de Barnyard). Bruce Dickinson descreveu o resultado como "uma pequena melhora porque Martin [Birch] veio e supervisionou o som. Mas havia grandes limitações no estúdio - simplesmente devido ao tamanho físico, coisas assim. Na realidade não terminou tão mal, mas, você sabe, um pouco abaixo da média."
O estilo musical do álbum mostrou alguma experimentação com "Be Quick or Be Dead", uma canção de ritmo rápido lançada como primeiro single  do disco, e "Wasting Love", a única balada do grupo, da época do primeiro álbum solo de Dickinson, Tattooed Millionaire. Ambas as músicas são colaborações de Dickinson/Gers, que contrastam com  "Afraid to Shoot Strangers" de Harris, uma canção política do ponto de vista de um soldado na Guerra do Golfo. Dickinson muitas vezes introduziu a canção como uma narrativa antiguerra. "Fear Is the key" é sobre o medo numa relação sexual por causa da  AIDS. A música foi escrita na época que a banda soube da morte do cantor do  Queen Freddie Mercury. Dickinson afirmou: «Há uma parte de 'Fear Is the Key' que diz: "ninguém liga até que algum famoso morre". E isso é realmente muito triste. Enquanto o vírus estava confinado em homossexuais ou em viciados em drogas, ninguém  em dava a mínima. Foi apenas quando celebridades começaram a morrer que as massas começaram a se conscientizar». "Weekend Warrior" é sobre o futebol e a violência que o estraga.
Apenas  duas canções do álbum, a faixa-título e "Afraid to Shoot Strangers", sobreviveram às turnês pós-1993. "Fear of the Dark" esteve presente em todos os repertórios de turnês subsequentes exceto em 2005, na qual a banda tocou apenas músicas dos seus quatro primeiros álbuns, e foi a única canção tocada nas turnês Somewhere Back in Time World Tour e Maiden England World Tour (além de "Afraid to Shoot Strangers") que não é dos anos 1980. "Afraid to Shoot Strangers" tornou-se frequente nos setlists da era Blaze Bayley com o Iron Maiden, e depois só retornou em 2012.
"Be Quick or Be Dead", "From Here to Eternity", "Wasting Love" e uma versão ao vivo da faixa-título foram lançadas como single.[carece de fontes?]
A turnê de apoio ao álbum foi a Fear of the Dark Tour.[carece de fontes?]

## Arte de capa
De acordo com o biografo da banda, Mick Wall, a capa de Fear of the Dark descreve seu mascote, Eddie, "como uma espécie de árvore-Nosferatu olhando para a lua".  A capa de Fear of the Dark foi a primeira a não ser desenhada pelo artista  Derek Riggs, cujas contribuições foram rejeitadas em favor das de Melvyn Grant. De acordo com o empresário do  Iron Maiden, Rod Smallwood, a banda começou a aceitar contribuições de outro artistas dizendo "Nós queríamos mudar o  Eddie nos anos 1990. Queríamos levá-lo de um tipo de criatura tirada de uma HQ de terror a algo um pouco mais sério de modo que ele se tornasse ainda mais ameaçador." Melvyn Grant, desde então, fez mais capas para o Iron Maiden, tornado-se o segundo artista a mais contribuir com a banda depois de Riggs.[carece de fontes?]

## Recepção
| Críticas profissionais | Críticas profissionais |
| Avaliações da crítica  | Avaliações da crítica  |
| Fonte                  | Avaliação              |
| ---------------------- | ---------------------- |
| Allmusic               | [ 4 ]                  |
| Billboard              | favourable             |
| Sputnikmusic           | [ 5 ]                  |

As resenhas do disco foram mistas, com o AllMusic  comentando que, enquanto "era um grande avanço em relação ao desbotado No Prayer for the Dying de 1990 (musicalmente e sonoramente)", o lançamento "ainda não chegava ao nível de seus excepcionais trabalhos dos anos 1980." Sputnikmusic  foi mais positivo sobre o álbum, afirmando que "embora muitas da canções estejam abaixo do padrão deles... a banda volta ao som de peso do qual desfrutaram totalmente na década de 1980". A Billboard fez uma crítica positiva sobre o disco, dizendo que a voz de Dickinson "não mostra nenhum sinal de desgaste" e que o trabalho de guitarras "soa fresco e nítido".
Em outubro de 2011, Fear of the Dark foi colocado na posição 8 na lista  dos melhores discos de guitarra de 1992 da revista Guitar World.
Fear of the Dark  tornou-se o terceiro álbum do Iron Maiden a ficar no topo das paradas musicais da Inglaterra. É sua gravação de maior sucesso na América do Norte após o início da era-Nielsen SoundScan  em 1991, tendo vendido mais de 438 mil cópias até 2008.

## Faixas
| N.º            | Título                      | Compositor(es)               | Duração |  |
| 1.             | "Be Quick or Be Dead"       | Bruce Dickinson, Janick Gers | 3:24    |  |
| 2.             | "From Here to Eternity"     | Steve Harris                 | 3:38    |  |
| 3.             | "Afraid to Shoot Strangers" | Harris                       | 6:56    |  |
| 4.             | "Fear Is the Key"           | Dickinson, Gers              | 5:35    |  |
| 5.             | "Childhood's End"           | Harris                       | 4:40    |  |
| 6.             | "Wasting Love"              | Dickinson, Gers              | 5:50    |  |
| 7.             | "The Fugitive"              | Harris                       | 4:54    |  |
| 8.             | "Chains of Misery"          | Dickinson, Dave Murray       | 3:37    |  |
| 9.             | "The Apparition"            | Harris, Gers                 | 3:54    |  |
| 10.            | "Judas Be My Guide"         | Dickinson, Murray            | 3:08    |  |
| 11.            | "Weekend Warrior"           | Harris, Gers                 | 5:39    |  |
| 12.            | "Fear of the Dark"          | Harris                       | 7:18    |  |
| Duração total: | Duração total:              | Duração total:               | 58:37   |  |

| Relançamento 1995 CD bônus |                                             |                                        |         |  |
| N.º                        | Título                                      | Compositor(es)                         | Duração |  |
| 1.                         | "Nodding Donkey Blues"                      | Dickinson, Gers, Harris, Nicko McBrain | 3:18    |  |
| 2.                         | "Space Station No. 5" (cover de Montrose)   | Sammy Hagar, Ronnie Montrose           | 11:58   |  |
| 3.                         | "I Can't See My Feelings" (cover de Budgie) | Tony Bourge, Burke Shelley             | 3:50    |  |
| 4.                         | "Roll Over Vic Vella"                       | Chuck Berry                            | 4:48    |  |
| 5.                         | "No Prayer for the Dying" (ao vivo)         | Harris                                 | 4:23    |  |
| 6.                         | "Public Enema Number One" (ao vivo)         | Dickinson, Murray                      | 3:58    |  |
| 7.                         | "Hooks in You" (ao vivo)                    | Dickinson, Adrian Smith                | 3:44    |  |

## Créditos
Integrantes
- Bruce Dickinson – voz
- Janick Gers – guitarra
- Dave Murray – guitarra
- Steve Harris – baixo, produção, mixagem
- Nicko McBrain – bateria

Músicos adicionais
- Michael Kenney – teclado

Produção
- Martin Birch – produção, engenharia, mixagem
- Mick McKenna – engenheiro assistente
- Melvyn Grant – ilustração de manga
- George Chin – fotografia
- Phil Anstice – fotografia
- Rod Smallwood – gestão
- Andy Taylor – gestão
- Hugh Gilmour – direção de arte, design (edição de 1998)